# 142 a.C.
Il 142 a.C. (CXLII a.C. in numeri romani) è un anno  del II secolo a.C.

## Eventi
- Quinto Fabio Massimo Serviliano, Lucio Cecilio Metello Calvo diventano consoli della Repubblica romana.
- Impero seleucide: Diodoto, tutore del giovane sovrano Antioco VI Dioniso, lo depone e diventa sovrano col nome di Trifone.

## Nati
- 18 febbraio - Tolomeo IX, sovrano egizio († 80 a.C.)